# Rheinische Post
De Rheinische Post is een Duitse regionale krant, die zich richt op het westelijke deel van de deelstaat Noordrijn-Westfalen.
De krant verscheen voor het eerst op 2 maart 1946 en heeft een oplage van circa 250.000 exemplaren (2021), waarmee het een van de grootste regionale kranten in Duitsland is. Sinds 1998 is de oplage echter met meer dan 30% gedaald. 
De Rheinisch-Bergische Verlagsgesellschaft mbH is de moederonderneming.
De Rheinische Post is hoofdzakelijk gericht op het Bergisches Land en het Nederrijngebied tot de Nederlandse grens en heeft 31 lokale edities. De krant wordt uitgegeven door de Rheinische Post Verlagsgesellschaft mbH. De hoofdredactie is gevestigd in Düsseldorf. Hoofdredacteur is sinds 2020 Moritz Döbler. De interneteditie is een regionaal nieuwsportaal met de naam 'RP-online'.